# Chieșd
Chieșd è un comune della Romania di 2 597 abitanti, ubicato nel distretto di Sălaj, nella regione storica della Transilvania.
Il comune è formato dall'unione di 3 villaggi: Chieșd, Colonia Sighetu Silvaniei, Sighetu Silvaniei.
Il primo documento che parla della località risale al 18 luglio 1461, in esso si dichiara che i territori di Majatelek e Seri appartengono alla città di Chieșd.
Di particolare interesse è la chiesa lignea dei Santi Arcangeli Michele e Gabriele (Sf. Arhangheli Mihail și Gavril), costruita nel XVIII secolo.

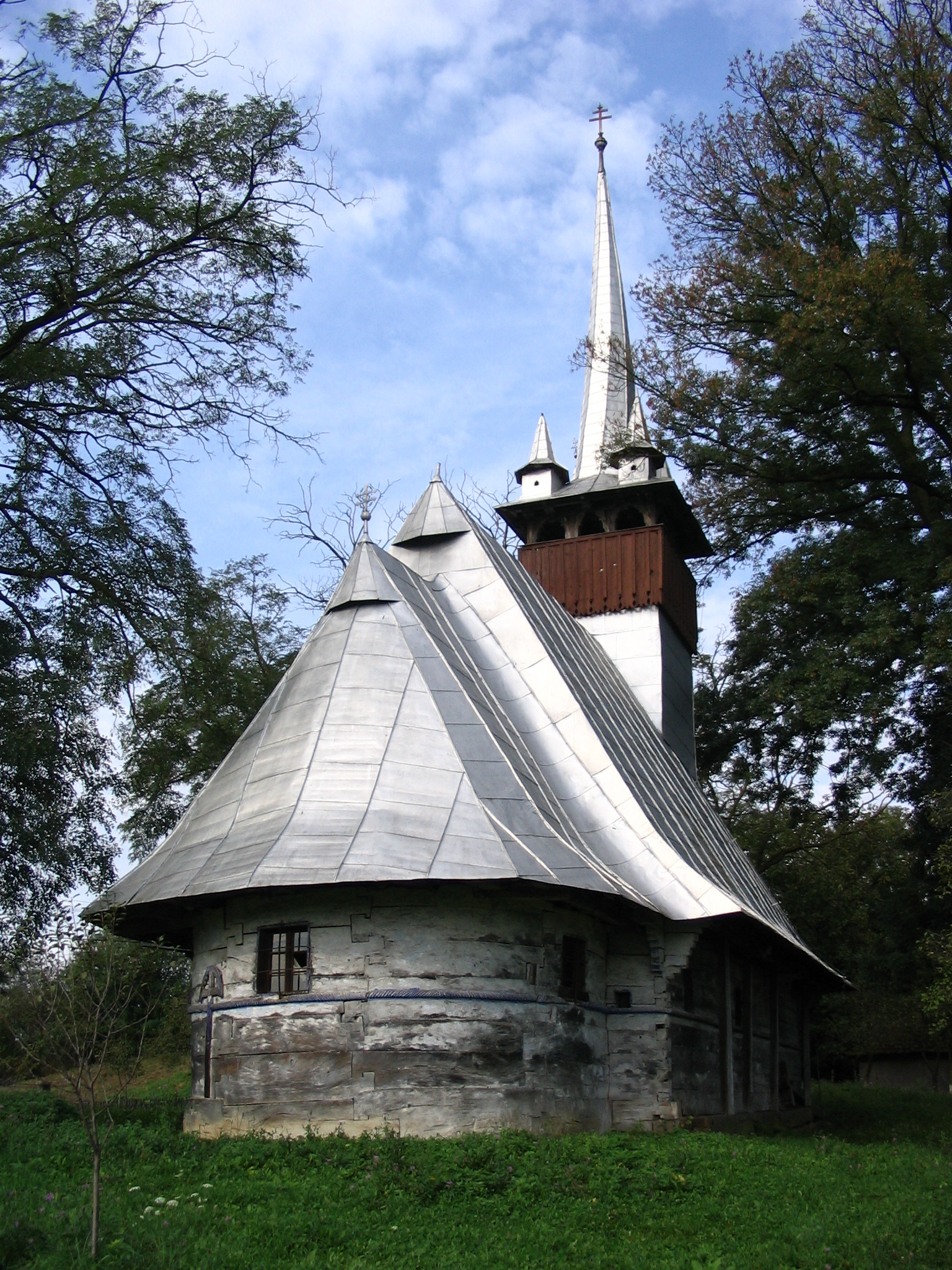
La chiesa lignea di Chieșd